# طوني أبو ناضر
طوني أبو ناضر هو عالم أعصاب لبناني، باحث ، رئيس الجامعة، مؤلف وزعيم حركة التأمل التجاوزي. حاصل على شهادة الطب في الطب الباطني، وحصل على الدكتوراه٬ منمعهد ماساتشوستس للتكنولوجيا. حيث كان أيضاً الطبيب الزائر لمركز الأبحاث الطبي فيه، وعمل كباحث طبي في مستشفى تعليمي في كلية الطب بجامعة هارفارد.
عمل ناضر مع ديباك شوبرا في مركز مهاريشي أيورفيدا الصحي في ولاية ماساتشوستسوفي عام 1994، نشر كتابه الأول، فسيولوجيا الإنسان: التعبير عن الفيدا والأدب الفيدي. وهو رئيس كل من جامعة مهاريشي للإدارة (هولندا) وجامعة مهاريشي المفتوحة.
في عام 2000، حصل ناضر على لقب أول حاكم ذو سيادة لبلد السلام العامي، البلد العالمي للسلام العالمي من مؤسس التأمل التجاوزي مهاريشي ماهيش يوغي، وفي عام 2008، تم تعيينه خليفةً لمهاريشي. نشر ناضر كتابه الثاني، رامايانا Ramayan في علم وظائف الأعضاء البشرية في عام 2011. في عام 2015، أسس ناضر المجلة الدولية للرياضيات والوعي ويعمل رئيس التحرير.

## التعليم
حضر ناضر الجامعة الأمريكية في بيروت حيث درس الطب الباطني والطب النفسي، وحصل على درجة الماجستير،  وعلى شهادة الطب في الطب الباطني والطب النفسي،  حصل على درجة الدكتوراه. من معهد ماساتشوستس للتكنولوجيا (MIT) في مجال الدماغ والعلوم المعرفية  وأصبح طبيباً زائرًا في مركز الأبحاث السريرية.  وقد أكمل عمله اللاحق للدكتوراه كباحث طبي في النيورولوجي في مستشفى ماساتشوستس العام وجامعة هارفارد للطب، وهو مستشفى تعليمي في كلية الطب بجامعة هارفارد. 

## روابط خارجية
- قناة يوتيوب الرسمية
- ملخص بحث ناضر عن الفيدا في فسيولوجيا الإنسان
- صورة لناضر الذي حصل على وزنه بالذهب